# Соболівська сільська територіальна громада
Соболівська сільська громада — територіальна громада в Україні, в Гайсинському районі Вінницької області. Адміністративний центр — село Соболівка.
Утворена 29 червня 2018 року шляхом об'єднання Соболівської та Шиманівської сільських рад Теплицького району.
12 червня 2020 року Соболівська сільська громада утворена у складі Брідоцької, Великомолчульської, Завадівської, Метанівської, Орлівської, Петрашівської, Побірської, Соболівської та Шиманівської сільських рад Теплицького району.

## Населені пункти
До складу громади з 26.10.2020 входять 12 сіл: Соболівка, Антонівка, Брідок, Велика Мочулка, Завадівка, Метанівка, Орлівка, Панчишине, Петрашівка, Побірка, Шевченка та Шиманівка.